# Žalm 60

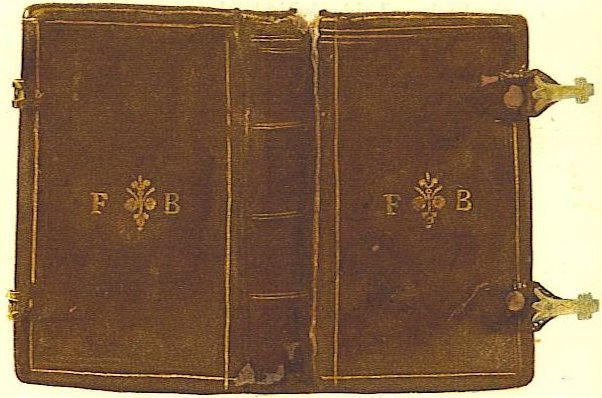
Bay Psalm Book 1651 edition - "The Psalms, Hymns and Spiritual Songs" vytištěno v roce 1651 Samuelem Greenem; knihař John Ratcliff

Žalm 60 („Zanevřels na nás, Bože, prolomils naše řady“) je biblický žalm. V překladech, které číslují podle Septuaginty, se jedná o 59. žalm. Žalm je nadepsán těmito slovy: „Pro předního zpěváka, podle „Lilie svědectví“. Pamětní zápis, Davidův, k vyučování, když válčil s Aramejci z Dvojříčí a s Aramejci ze Sóby; po návratu pobil Jóab Edómce v Solném údolí, dvanáct tisíc mužů.“ Jedná se o jeden ze třinácti davidovských žalmů, v nichž je uvedena konkrétní situace z Davidova života, na níž příslušný žalm navazuje. Zde uvedený situační údaj odkazuje na událost popsanou v Druhé knize Samuelově. Podle některých vykladačů hebrejské nadepsání lamnaceach (לַמְנַצֵחַ, „pro předního zpěváka“) znamená, že žalm byl určen k tomu, aby jej při určitých příležitostech odzpívával zkušený zpěvák. Pokračující al šušan edut (עַל־שׁוּשַׁן עֵדוּת, „podle Lilie svědectví“) někteří vykladači chápou jako údaj ohledně způsobu přednesu. Následující le-David (לְדָוִד, „Davidův“) je pro změnu chápán tak, že žalm byl určen pro krále z Davidova rodu. Další slovo michtam (מִכְתָּם, „pamětní zápis“) je na základě překladu v Septuagintě vnímáno tak, že zápis onoho žalmu byl někde trvale vyryt, jiní se na základě akkadštiny domnívají, že se jedná o označení „smírčího žalmu“ či „tajné modlitby“. Židovský učenec Ibn Ezra však spojuje michtam se zlatem (hebrejsky כֶּתֶם, ketem, „třpytivé zlato“) a v takovém případě by to znamenalo označení hodnoty onoho žalmu. Kromě toho tradiční židovský výklad považuje všechny žalmy, které jsou označeny Davidovým jménem, za ty, které sepsal přímo král David, a Raši vysvětluje, že hebrejský termín al šušan edut (עַל־שׁוּשַׁן עֵדוּת, „podle Lilie svědectví“) odkazuje na to, že takto označený žalm souvisí se svědectvím učenců Sanhedrinu, kteří jsou přirovnávání ke květu lilie a kteří Davida zpravili ohledně toho, jak má v rámci práva podle Tóry postupovat v boji s Aramejci. Spis Šimuš Tehilim („Užití Žalmů“), jehož autorem je zřejmě židovský učenec Chaj Ga'on (939–1038), uvádí, že recitace 60. žalmu přináší zdar ve válečném boji.